# Knagglestarr

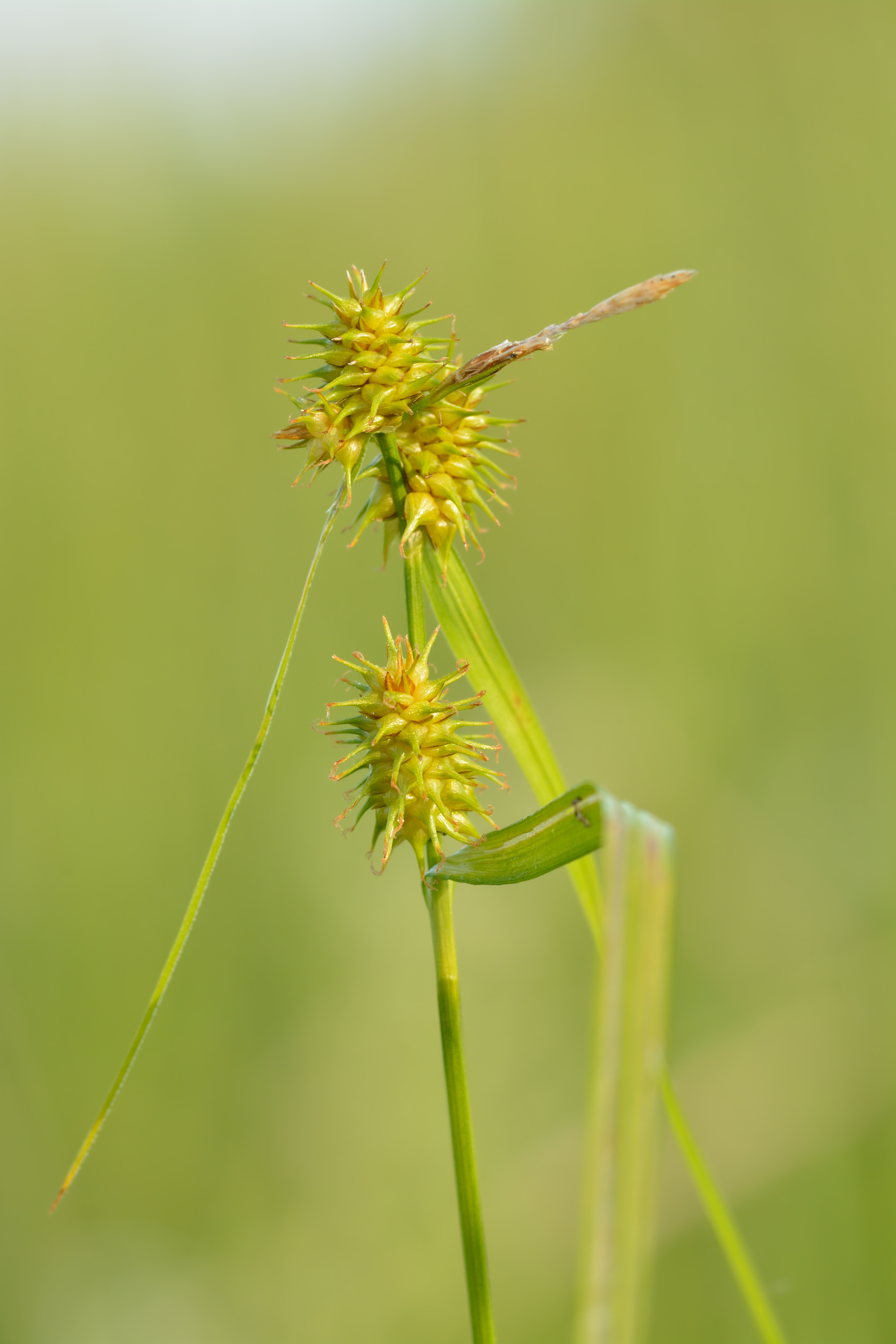

Knagglestarr (Carex flava) är en flerårig gräslik växt inom släktet starrar och familjen halvgräs. Knagglestarrgruppen, där knagglestarr, näbbstarr, jämtstarr, grönstarr, ärtstarr, liten ärtstarr och ävjestarr ingår, växer tuvade och har bleka basala slidor. Dess honax är taggiga och kort- eller långskaftade. Nedre stödbalden är långa och gröna. Hybrider mellan ängsstarr och knagglestarr blir sterila, medan övriga blir fertila. Knagglestarrens gulgröna blad blir från tre till sju mm breda, är platta, kölade och oftast kortare än stråna. Hanaxen är vanligtvis oskaftade och de två till fyra tätt sittande honaxen är mer åtskilda längre ner i växten. Axens stödblad är utstående och mycket längre än axsamlingen. De gulbruna axfjällen blir från 2,5 till 4,5 mm och har en gulgrön mittnerv. Knagglestarr fruktgömmen blir från fem till sju mm, har tydliga nerver och är två till tre mm långa, med böjd näbb. Knagglestarren blir från 10 till 60 cm höga och blommar från juni till juli.

## Utbredning
Knagglestarr är ganska vanlig i Norden och påträffas vanligtvis på näringsrik, fuktig mullrik mark, såsom källmyrar, rikkärr, bäckkanter, sumpskogar, källdråg, stränder, diken och stigkanter. Dess utbredning i Norden utsträcker sig till hela Norge, södra, mellersta och nordvästra Sverige, södra och områden i mellersta och norra Finland, utspidda områden i Danmark och ett litet område på norra Island.
- Referens: Den nya nordiska floran ISBN 91-46-17584-9